# Aoria
Aoria là một chi bọ cánh cứng trong họ Chrysomelidae.
Chi này được Baly miêu tả khoa học năm 1863.

## Các loài
Các loài trong chi này gồm:
- Aoria carinata Tan, 1993
- Aoria costata Tan, 1992
- Aoria lushuiensis Tang, 1992
- Aoria montana Tang, 1992
- Aoria nepalica Medvedev & Sprecher-Uebersax, 1997